# شيلاودون (سر أسياب يوسفي)
شیلاودون (بالفارسية: شیلاودون) هي قرية تقع في إيران في قسم سر أسياب يوسفي الريفي. يقدر عدد سكانها بـ 44 نسمة بحسب إحصاء 2016.